# Себастьяно Сівілья
Себастьяно Сівілья (італ. Sebastiano Siviglia, нар. 29 березня 1973, Паліцці, Італія) — італійський футболіст, що грав на позиції захисника. По завершенні ігрової кар'єри — тренер. З 2016 року входить до тренерського штабу клубу «Тернана».
Грав за низку італійських клубів, серед яких «Аталанта», «Рома», «Лаціо».
Володар Кубка Італії. Дворазовий володар Суперкубка Італії з футболу. Володар Кубка Кубків УЄФА.

## Ігрова кар'єра
Вихованець футбольної школи клубу «Реджина».
У дорослому футболі дебютував 1989 року виступами за команду клубу «Аудакс Раваньєзе», в якій провів один сезон, взявши участь у 23 матчах чемпіонату.
Згодом з 1990 по 2004 рік грав у складі команд клубів «Парма», «Ночеріна», «Верона», «Аталанта», «Рома» та «Лечче». Протягом цих років виборов титул володаря Суперкубка Італії з футболу, ставав володарем Кубка Кубків УЄФА.
2004 року перейшов до клубу «Лаціо», за який відіграв шість сезонів. Більшість часу, проведеного у складі «Лаціо», був основним гравцем захисту команди. За цей час додав до переліку своїх трофеїв титул володаря Кубка Італії, знову ставав володарем Суперкубка Італії з футболу. Завершив професійну кар'єру футболіста виступами за команду «Лаціо» 2010 року.

## Кар'єра тренера
Розпочав тренерську кар'єру невдовзі по завершенні кар'єри гравця, 2011 року, очоливши тренерський штаб клубу «Монтеротондо», де працював протягом 2011 року.
В подальшому очолював команди клубів «Потенца» та «Тернана», а також входив до тренерських штабів клубів «Ночеріна» та «Лаціо».
З 2016 року входить до тренерського штабу клубу «Тернана», в якому відповідає за підготовку команди дублерів.

## Досягнення
- Володар Кубка Італії:

«Лаціо»: 2008–2009
- Володар Суперкубка Італії з футболу:

«Рома»: 2001: «Лаціо»: 2009
- Володар Кубка Кубків УЄФА:

«Парма»: 1992–1993